# Спадкоємиця по прямій
«Спадкоємиця по прямій» (рос. «Наследница по прямой») — російський радянський художній фільм 1982 року режисера Сергія Соловйова. Фільм завершує трилогію, розпочату стрічками «Сто днів після дитинства» та «Рятівник».

## Сюжет
Тринадцятирічна Женя пристрасно закохана в поезію Олександра Пушкіна. Провівши дослідження свого родоводу, Женя переконується в тому, що є його спадкоємицею. Романтичний настрій дівчинки не знаходить підтримки і розуміння, тому, коли до батька приїжджає друг дитинства з сином, Женя відкриває йому свої переживання…

## У ролях
- Тетяна Ковшова
- Тетяна Друбич
- Ігор Нефьодов
- Андрій Юріцін
- Олександр Збруєв
- Герман Шорр
- Геннадій Корольков
- Олександр Пороховщиков
- Анна Сидоркина
- Сергій Плотников
- Сергій Шакуров

## Творча група
- Сценарій і постановка: Сергій Соловйов
- Оператор-постановник: Павло Лебешев
- Композитор: Ісаак Шварц